# Lotte Zinke
Charlotte (Lotte) Emilie Ernestine Zinke (Zielenig, 23 juni 1891 – Ravensbrück, 6 november 1944) was een Duitse politicus. Zij had namens de KPD zitting in de Rijksdag. Zij kwam om in het concentratiekamp Ravensbrück.

## Levensloop
Zinke werd geboren als Lotte Maetschke. Zij groeide op in het district Frankfurt an der Oder. Later verhuisde zij naar Mülheim an der Ruhr waar zij leerde metselen en de communistische partijfunctionaris Willy Zinke leerde kennen. Zij trouwden in december 1910.
Aanvankelijk was Zinke actief binnen de SPD, maar zij maakte de overstap naar de KPD. Zinke werd in 1928 namens de partij gekozen in de landdag van Pruisen en in 1929 in de gemeenteraad van Essen. Het jaar daarop werd ze gekozen in de Rijksdag, waar ze tot 1933 deel van uit maakte.
Na de machtsovername van de nazi's in 1933 dook zij onder in Essen en op het platteland van Waldeck. In de lente van dat jaar emigreerde zij naar Nederland, maar in januari 1934 keerde zij alweer met haar echtgenote terug naar Essen. Bij aankomst werd zij door de politie ondervraagd, maar bleef op vrije voeten. Zij werd datzelfde jaar nog uit de KPD gezet omdat ze weigerde mee te doen aan illegale acties.
Na de moordaanslag op Hitler in juli 1944 werd ze gearresteerd door de Gestapo als onderdeel van Aktion Glitter. Zij werd in beschermde bewaring geplaatst in Essen. Eind september werd zij overgebracht naar concentratiekamp Ravensbrück. Vandaar uit wist zij haar man een briefje te sturen waarin in bijna onleesbaar handschrift stond dat ze hoopte de "kracht te hebben alles te doorstaan". Zinke overleed op 6 november 1944.

## Eerbetoon
Zinkes naam prijkt op het monument bij de Rijksdag waarop de 96 parlementsleden die als gevolg van het nazi-geweld omkwamen worden herdacht. In 2006 werd er een stolperstein bij haar voormalige woonhuis aan de Fängerhofstraße 35 in Essen gelegd.